# ادوتویلت

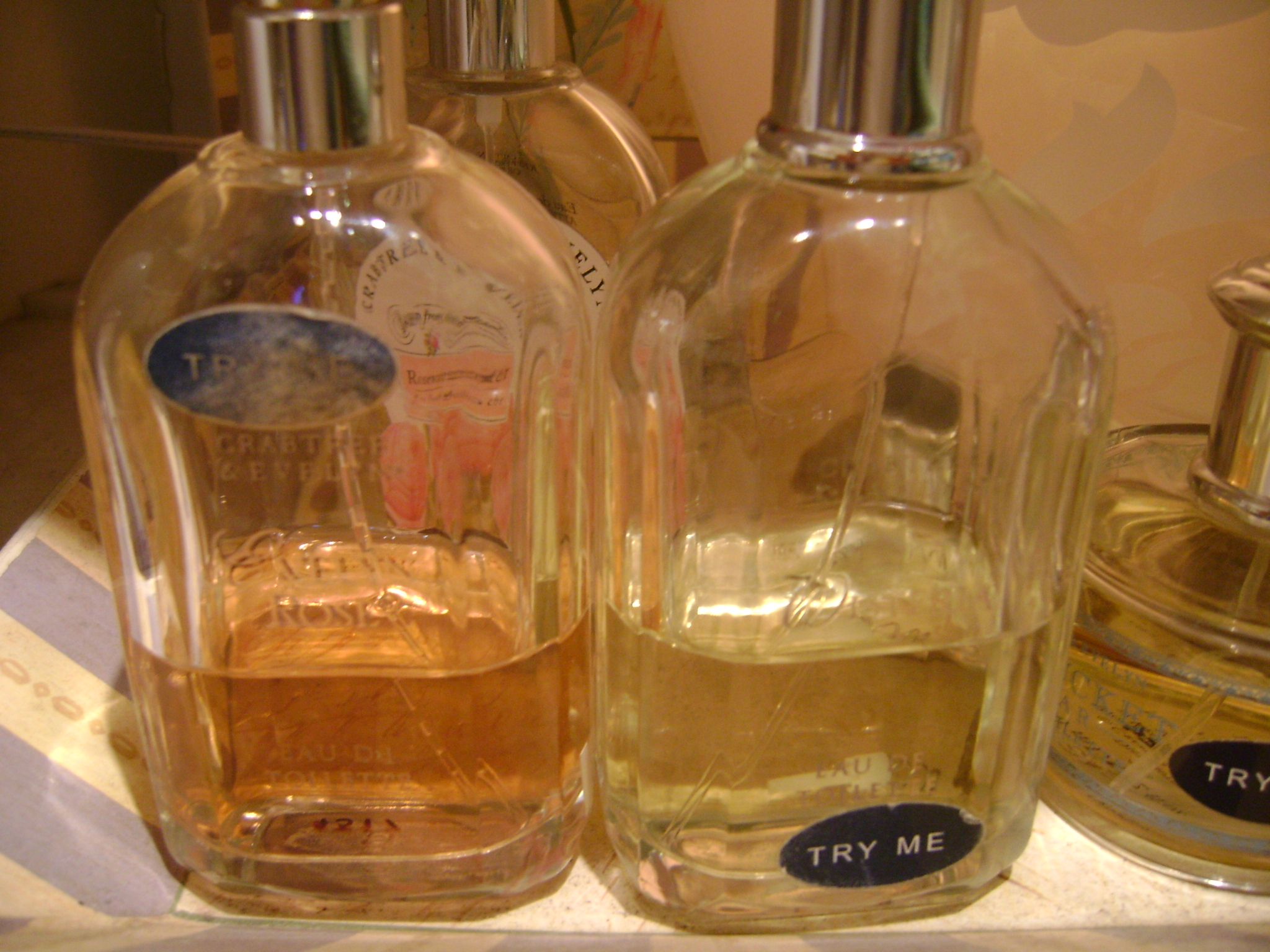
بطری های اُدوتویلت

اُدوتویلت ( فرانسوی: [o d(ə) twalɛt] ) به معنای واقعی کلمه به عنوان فرم رقیق و سبک عطر ترجمه می شود (اما بیشتر به عنوان "آب آراستن یا نظافت" توضیح داده می شود) یک عطر بسیار ساده است که به عنوان خوشبو کننده پوست استفاده می شود.     همچنین به عنوان "آب معطر" نیز نامیده می شود و مقدار زیادی الکل دارد.  معمولاً پس از حمام کردن یا اصلاح، قابل استفاده برای خوشبو کردن پوست است.   اُدوتویلت در اصل شامل الکل و روغن های فرار می باشد.  به طور سنتی این محصولات بعد از یک ماده اصلی نامگذاری شدند؛ برخی از آنها عبارتند از آب ژرمانیوم، آب اسطوخودوس، آب یاس بنفش، آب بنفش، روح میرکیا و 'اُدوبِرتفِلد'.  به همین دلیل، اُدوتویلت بعضی اوقات به عنوان "آب آراستن یا نظافت " نامیده می شود.  در عطرهای مدرن، اصطلاح "اُدوتویلت" به طور کلی برای توصیف غلظت عطر استفاده می شود، زیرا عطر و طعم، ضعیف تر از اُدوپرفیوم و قوی تر از اُدکلن است.  

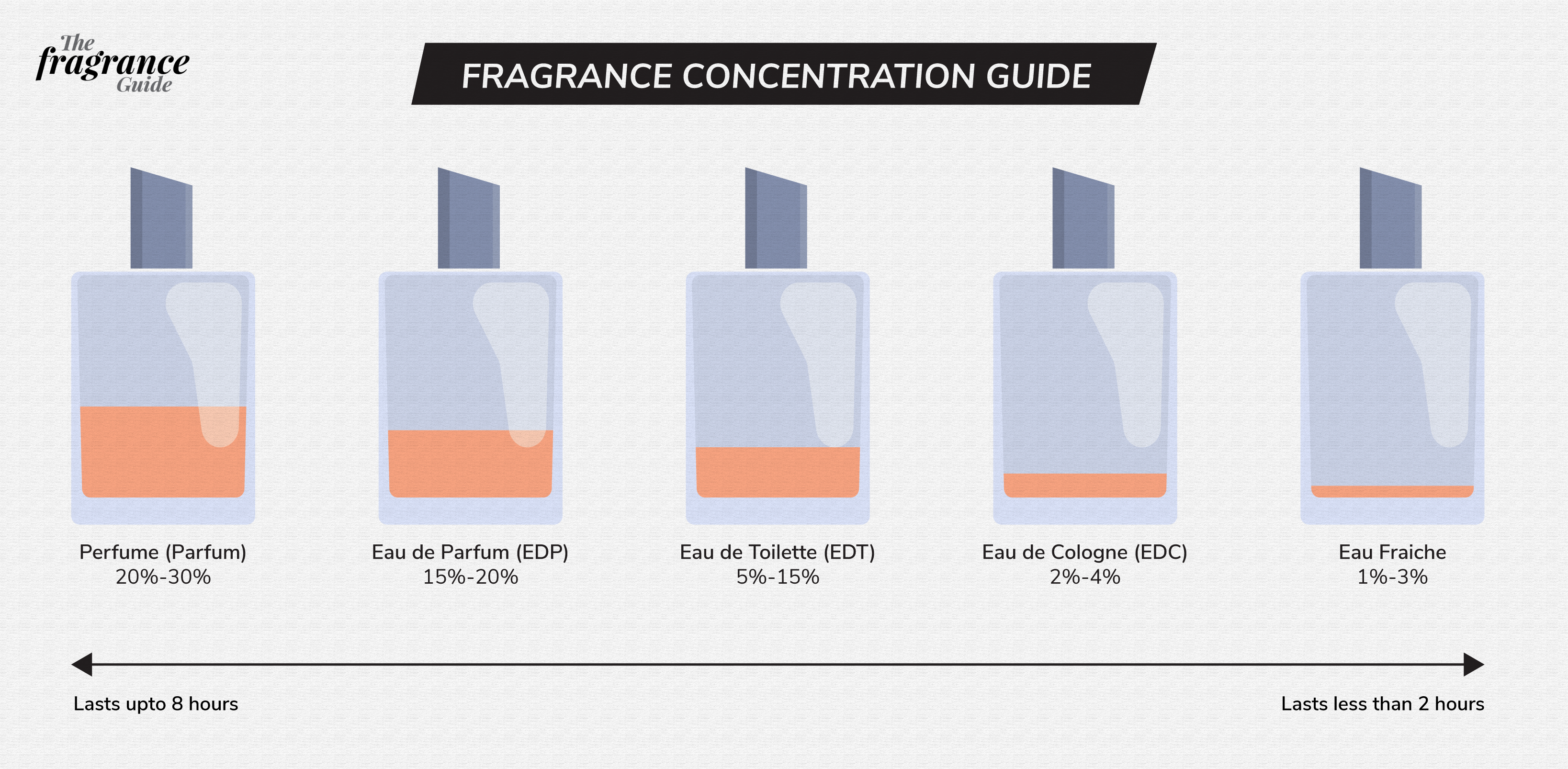
تقسیم غلظت عطرها